# Seppo Arina
Seppo Arina, född 1 juni 1922, död 2001, hette Granqvist till 1942, finländsk surrealistisk bildkonstnär och grafiker, verksam i Helsingfors. Känd för bland annat sina gatumotiv, men målade också stilleben och marinmotiv, inte sällan med förvrängda proportioner och flyktiga motiv, med djup som vilar i lager mot varandra. Pariserblått var en av hans mest använda färger, men färgskalan är mycket vid om än ofta något mörk. På svenskt håll är hans konst något besläktad med Halmstadsgruppens. 1955 hade han en vandringsutställning i Sverige på ett flertal orter. Arina deltog i åtta utländska utställningar, nämnas "Internationell konst" i Moskva 1953, ”Finländsk nutidskonst” i Österrike 1957, "Suomen Taiteilijaseuran" (finländska konstnärsförbundets) utställning i BDR 1964 (både Kampen auf Sylt, Gotha, Weimar), Östersjöländernas Biennal i Rostock 1965. Av talrika utställningar i Finland, nämnas kan hans första egna utställning 1951 på det ansedda Galerie Hörhammer i Helsingfors, på samma galleri även 1954 och 1956 och med hans sista stora egna utställning 1975. Han ställde också regelbundet ut på Strimbergs konstsalong under åren 1960-66. 
Nämnas kan att Zarah Leander mycket uppskattade hans konst och hade två av hans tavlor i sin ägo, köpta på nämnda Strimbergs konstsalong. Hon ville även ha ytterligare cirkusmotiv, vilket han blankt vägrade att måla. Arina gjorde även serier, bl.a. "Sanaton Santeri" (Ordlösa Santeri) för kvällstidningen Ilta-Sanomat 1948 och i tidningen Seura 1954-60, som kom att bli en av de mest uppskattade seriefigurerna under 1950-talet i Finland. Arina gjorde också en del bokomslag, samt scenarbeten, bl.a. vid fronten mot Sovjetunionen, när hans enhet inom finländska armén höll fosterländska teater- och revyföreställningar.
Våren 2010 hölls på Österbottens Museum i Vasa en stor retrospektiv minnesutställning för Seppo Arina, med över hundra av hans mest skiftande verk utställda från olika perioder och skeden i hans konstnärskap. Museet publicerade även till utställningen ett bokverk "Surrealisti Seppo Arina surrealist" där bl. a. konst- och surrealistkännaren och chefen för finska Statens konstmuseums centralarkiv Ulla Vihanta har en längre essä om Arinas surrealism.

## Utmärkelser
- Frihetsmedaljens 2. klass[1]

[Redigera Wikidata]